# Kuvxinovka
Kuvxinovka (en rus: Кувшиновка) és un poble de l'óblast d'Uliànovsk, a Rússia, que en el cens del 2010 tenia 471 habitants. Pertany al districte d'Uliànovsk.